# Бруно (кардинал)
Бруно (Bruno, также известный как Nemo, Benno, Bennon, Bennone, Brunone) — католический церковный деятель XI века. Возведён в ранг кардинала-священника церкви Святой Сабины папой Стефаном IX на консистории 14 марта 1058 года. Был доверенным лицом Григория VII. Признал антипапу Климента III, которому был верен до конца жизни.